# Gerhard Lagerstråle
Henrik Gerhard Lagerstråle, född 25 februari 1814 i Karlskrona amiralitetsförsamling, Blekinge län, död 18 april 1887 i Nättraby församling, Blekinge län, var en svensk jurist och civilminister (1860–1868) samt justitieråd (1868–1875).

## Biografi
Lagerstråle var son till amiral Per Gustaf Lagerstråle och hans hustru friherrinnan Beata Lovisa Cederström. Han blev 1834, efter i Uppsala avlagda ämbetsexamina, inskriven i Svea hovrätt, befordrades där 1844 till vice häradshövding och ordinarie fiskal. Han utnämndes 1845 till assessor i Hovrätten över Skåne och Blekinge. Han förflyttades 1846 till landssekreterare i Kronobergs län samt förordnades 1850 till revisionssekreterare. 1851 erhöll han Luggude domsaga i Skåne, deltog 1855–1856 i en svensk-norsk kommitté rörande ömsesidig verkställighet av domar, utsågs 1857 till rikets ständers justitieombudsman. Han kallades den 4 maj 1858 att som konsultativt statsråd inträda i den ministär, i vilken Lagerstråles blott fyra år yngre systerson Louis De Geer en månad förut mottagit justitiestatsministerportföljen. Den 2 november 1860 övertog Lagerstråle chefskapet för Civildepartementet. Han utträdde den 4 juni 1868 ur statsrådet och utnämndes då till justitieråd (han hade dittills fortfarande innehaft fullmakt som häradshövding i Luggude domsaga). Den 11 maj 1875 inträdde Lagerstråle för andra gången i konungens råd, som konsultativt statsråd i De Geers andra ministär, men begärde efter uppnådd pensionsålder den 6 juni 1879 sitt avsked. De viktigaste författningar Lagerstråle som departementschef signerade var kungörelsen 8 mars 1861 angående frivilliga skarpskytteföreningar, kommunalförordningarna 1862, förordningarna 18 juni 1864 angående utvidgad näringsfrihet och 6 augusti samma år angående grunderna och villkoren för hemmansklyvning och jordavsöndring, 1866 års stadga om skiftesverket samt 1868 års ordningsstadga för rikets städer.
Sedan 1850 bevistade Lagerstråle som riddarhusledamot alla ståndsriksdagarna, utom riksdagen 1853–1854, och var därefter ett av Värmlands läns ombud i Första kammaren 1866–1884. 1869–1874 fungerade han även som ledamot av talmanskonferensen och 1875 som Första kammarens vice talman. 1850–1881 var han ordförande i lagutskottet och uttalade sig som sådan för jämkningar i den kommunala röstskalan. Lagerstråle var som ämbetsman och riksdagsman högt aktad för sin fasta och redbara karaktär samt praktiska blick och stora arbetsförmåga. Hans politiska läggning var liksom systersonen De Geers utpräglat moderat. Kommunalförfattningarnas utarbetande var hans personliga arbetsverk. De utgör väl den betydelsefullaste av Lagerstråles många värdefulla insatser i Sveriges stats- och förvaltningsliv.
1862 blev Lagerstråle hedersledamot av Lantbruksakademien och 1877, vid jubelfesten i Uppsala, juris hedersdoktor. Lagerstråle, som var serafimerriddare, blev kommendör med stora korset av Nordstjärneorden 3 maj 1862 samt var kommendör av Sankt Olavs Orden.